# Гала корисница: Атеље 212 кроз векове
Гала корисница: Атеље 212 кроз векове је југословенски ТВ филм из 1990. године који је режирао  Александар Мандић.

## Улоге
| Глумац               | Улога                 |
| -------------------- | --------------------- |
| Младен Андрејевић    |                       |
| Петар Банићевић      |                       |
| Мира Бањац           |                       |
| Светлана Бојковић    |                       |
| Бранимир Брстина     |                       |
| Милутин Бутковић     |                       |
| Ненад Ћирић          |                       |
| Марија Црнобори      |                       |
| Светозар Цветковић   |                       |
| Љубомир Драшкић      |                       |
| Милена Дравић        |                       |
| Дара Џокић           |                       |
| Светислав Гонцић     |                       |
| Ерол Кадич           |                       |
| Милутин Мима Караџић | (као Милутин Караџић) |
| Петар Краљ           |                       |
| Оливера Марковић     |                       |
| Никола Милић         |                       |
| Павле Минчић         |                       |
| Драган Николић       |                       |
| Ташко Начић          |                       |

Остале улоге  ▼
| Глумац                     | Улога |
| -------------------------- | ----- |
| Весна Пећанац              |       |
| Бранко Плеша               |       |
| Јелисавета Сека Саблић     |       |
| Славко Симић               |       |
| Ружица Сокић               |       |
| Тихомир Станић             |       |
| Боро Стјепановић           |       |
| Властимир Ђуза Стојиљковић |       |
| Данило Бата Стојковић      |       |
| Мира Ступица               |       |
| Љуба Тадић                 |       |
| Бора Тодоровић             |       |
| Миливоје Томић             |       |
| Рената Улмански            |       |
| Аљоша Вучковић             |       |
| Бранислав Зеремски         |       |
| Милош Жутић                |       |